# Benton (comté de Columbia, Pennsylvanie)
Pour les articles homonymes, voir Benton.
Benton est un borough situé au nord de la partie centrale du comté de Columbia, en Pennsylvanie, aux États-Unis,. En 2010, il comptait une population de 824 habitants. Il est incorporé en 1894.

## Démographie
Lors du recensement de 2010, le borough comptait une population de 824 habitants. Elle est estimée, en 2019, à 809 habitants.

### Source de la traduction
- (en) Cet article est partiellement ou en totalité issu de l’article de Wikipédia en anglais intitulé « Benton, Columbia County, Pennsylvania » (voir la liste des auteurs).